# 澜沧杜英
澜沧杜英（学名：Elaeocarpus japonicus var. lantsangensis）为杜英科杜英属下的一个变种。

## 扩展阅读
- 維基物種上的相關：澜沧杜英